# معامل البلازما
مقدار البلازما هو عدد يرمز له بالشكل Λ ويقيس متوسط عدد الإلكترونات الموجودة داخل كرة ديبي ونصف قطره يسمى طول ديبي داخل البلازما. ومقدار أو قيمة البلازما المستخدمة بفيزياء البلازما تعرف للكميات البلازمية الكبيرة ومعادلتها: 
{\displaystyle \Lambda ={\frac {4\pi }{3}}n\lambda _{D}^{3}}
حيث أن
N هو كثافة الجسيمات
λD هو طول ديبي
وحيث أن العامل {\displaystyle 4\pi /3} يسقط. عندما يعطى طول ديبي بالمعادلة {\displaystyle \lambda _{D}={\sqrt {\frac {\epsilon _{0}kT_{e}}{n_{e}q_{e}^{2}}}}} ستكون معادلة مقدار البلازما:
{\displaystyle \Lambda ={\frac {(\epsilon _{0}kT_{e})^{3/2}}{q_{e}^{3}n_{e}^{1/2}}}}
حيث:
ε0 هي النفاذية خلال الفراغ.
k هو ثابت بولتزمان.
qe هو مقدار الشحنة الإلكترونية.
Te درجة حرارة الإلكترون.
البعض يعرف مقدار البلازما كالتالي:
{\displaystyle \epsilon _{p}=\Lambda ^{-1}\ }.

## تقريب البلازما المثالية
أحد المعايير التي تحدد مجموعة الجسيمات المشحونة وتوصف بدقة البلازما هو Λ>>1 عندما تكون بهذه الحالة فإن التفاعلات الجماعية للكهرباء الستاتيكية تسيطر على الاصطدامات الثنائية وجسيمات البلازما ممكن التعامل معها كما لو أنها تتفاعل بمجال خلفية ناعمة أفضل من التفاعلات (الاصطدامات) الزوجية الخشنة. معادلة الحالة في البلازما المثالية هي نفسها في الغاز المثالي.

### خصائص البلازما وعامل8 (طول ديبي)
مقدار Λ ممكن تلخيصه بالجدول التالي:
| الوصف                 | مقدار قيمة البلازما | مقدار قيمة البلازما                                                                 |
| الوصف                 | Λ<<1 | Λ>>1                                                                                |
| الاقتران              | البلازما مقترنة بقوة | اقتران البلازما ضعيف                                                                |
| كرة ديبي              | تكتل خفيف ومتناثر | تكتل كثيف                                                                           |
| التأثير الكهروستاتيكي | متواصل بشكل دائم | أحيانا                                                                              |
| المميزات              | بارد وكثيف | حار ومتناثر                                                                         |
| أمثلة                 | بلازما الاستئصال بالجراحة عن طريق الليزر المكثف الاستفراغ القوسي البارد ذو الضغط العالي تجارب انصهار القصور الذاتي النجوم الصغيرة البيضاء/طبقات الجو للنجوم النيوترونية | طبيعة طبقة الأيونوسفير أجهزة الانصهار المغناطيسي بلازما الفضاء الخارجي كرة البلازما |